# Мишланова, Светлана Леонидовна
Светла́на Леони́довна Мишла́нова (род. 27 ноября 1965, Пермь) — российский лингвист, доктор филологических наук, профессор, заведующая кафедрой лингводидактики Пермского университета (с 2007), лидер научного направления «Лингвистика, перевод и технологии формирования межкультурной компетенции» в ПГНИУ.

## Биография
В 1989 году окончила санитарно-гигиенический факультет Пермского мединститута. С 1989 по 1994 год работала врачом школьного отделения поликлиники ДГКБ № 15 г. Перми.
В 1994 году окончила филологический факультет Пермского университета. С 1995 по 1998 год — аспирант кафедры общего языкознания филологического факультета ПГУ. В 1998 году присуждена учёная степень кандидата филологических наук за диссертацию «Метафора в медицинском тексте (на материале русского, немецкого, английского языков)».
С 1998 по 2004 год являлась старшим преподавателем, с 2004 по 2007 год — доцентом кафедры иностранных языков Пермской медицинской академии.
В 2003 году получила учёную степень доктора филологических наук (диссертация «Термин в медицинском дискурсе: образование, функционирование, развитие»). С 2007 года — заведующая кафедрой лингводидактики в Пермском университете, в 2008 году присвоено звание профессора.
В 2007 году участвовала в совместном проекте повышения квалификации по применению новых образовательных технологий в высшем образовании в университете Людвига Максимилиана (Германия, г. Мюнхен). В 2008, 2009 и в 2011 годах участвовала в совместном проекте повышения квалификации по методике преподавания иностранных языков и лингвострановедению (Германия, г. Люнебург). В 2009 году принимала участие в работе Национальной коммуникативной ассоциации (США, г. Чикаго).
С 2010 по 2011 год участвовала в проекте «Образ городов-побратимов в сознании русских и иностранцев (к 20-летию побратимства Перми с Оксфордом и 15-летию — с Луисвиллем)» (Великобритания), с 2011 по 2012 год руководила научным проектом «Компьютерное моделирование терминосистемы инноваций и технологической модернизации экономики (на материале русского, английского, немецкого, французского, испанского языков)».
Муж — пульмонолог, член-корреспондент РАН В. Ю. Мишланов (род. 1967); сын Ярослав (род. 1989).

## Научная деятельность
Разработка и чтение курсов «Методика и технология профессиональной деятельности», «Теория текста», «ИКТ в преподавании иностранных языков», «Актуальные проблемы английской филологии», «Актуальные проблемы лингводидактики».
Сфера научных интересов: когнитивная лингвистика, терминология и моделирование терминосистем, анализ дискурса, межкультурная коммуникация и компьютерная лингводидактика.
В Пермском университете С. Л. Мишланова — лидер научного направления «Лингвистика, перевод и технологии формирования межкультурной компетенции».
Является учёным секретарём диссертационного совета по защите диссертаций на соискание степени доктора наук при Пермском университете (с 2009).
Входит в состав учёных советов ПГНИУ и факультета современных иностранных языков и литератур ПГНИУ, член методического совета университета. Председатель методической комиссии факультета современных иностранных языков и литератур.
Член редакционной коллегии журналов «Вестник Пермского государственного университета. Российская и зарубежная филология» и «Пермский государственный университет».

## Научные труды
1. Мишланова С. Л. Метафора в медицинском дискурсе / Перм. гос. ун-т. Пермь, 2002. 160 с.
2. Мишланова С. Л., Шиукаева В. Английский язык. Grammar tests: учебное пособие / М-во образования и науки Рос. Федерации, Перм. гос. ун-т Пермь: ПГУ, 2011. 133 с.
3. Мишланова С. Л., Гуреева А. М. Вариативность терминологии международного бакалавриата Перм. гос. ун-т, 2011
4. Алексеева Л. М., Мишланова С. Л. Медицинский дискурс: теоретические основы и принципы анализа / Перм. гос. ун-т. Пермь, 2002. 200 с.
5. Мишланова С. Л., Уткина Т. И. Метафора в научно-популярном медицинском дискурсе (семиотический, когнитивно-коммуникативный, прагматический аспекты) / Перм. гос. ун-т. Пермь, 2008. 428 с.
6. Уткина Т. И., Мишланова С. Л. Метафора в профессиональной коммуникации (на материале экономического дискурса) // Европейский журнал социальных наук. 2014. Т. 2. № 2. С. 259–264.
7. Мишланова С. Л., Хрусталева М. А. Интерференция: когнитивно-дискурсивный анализ синонимии / Перм. гос. ун-т. Пермь, 2009. 204 с.
8. Мишланова С. Л. Терминоведение XXI века: история, направления, перспективы // Филологические науки. 2003. № 2. С. 94–101.
9. Фельдблюм И. В., Мишланова С. Л. «Эпидемический» vs. «эпидемиологический»: лингвистические аспекты эпидемиологической терминологии // Журн. микробиологии, эпидемиологии и иммунологии. 2003. № 5. С. 62–65.
10. Мишланова С. Л. Модификация концепта в процессе перевода // Вестн. Ленингр. гос. ун-та им. А. С. Пушкина. 2010. № 1 (Т. 1). Филология. С. 128–139.
11. Мишланова С. Л., Куприянычева Е. А. Моделирование концепта «ЭКСТРЕМИЗМ» на материале лексикографических источников// Журнал «Историческая и социально-образовательная мысль», № 5 (15) / 2012.
12. Мишланова С. Л. Когнитивный аспект медицинской коммуникации // Вестник российской коммуникативной ассоциации. 2002. № 1. С. 91–98.
13. Пермякова Т. М., Мишланова С. Л., Шляхова Л. Ю. Трансформация культурных ценностей при переводе мультимодального произведения (на материале текстов песен из мультфильма «Мулан») // Вестник Пермского университета. Российская и зарубежная филология. 2013. № 4(24). С. 104–116.
14. Мишланова С. Л., Полякова С. В., Уткина Т. И. Исследование метафоризации в сопоставительном аспекте // Известия Самарского научного центра Российской академии наук. 2011. Т. 13. № 2-2. С. 423–431.
15. Mishlanova S. Comparative Study of Metaphor in Russian, English and German Scientific Medical Discourse // Resumes-Abstracts from XVII International Congress of Linguists, Prague July 24–29, 2003 / edited by Eva Hajicova. Prague: Prague University, 2003. P. 416.
16. Mishlanova S. Metaphor in medical discourse // Russian Terminology Science (1992–2002). IITF Series 12. TermNet Publisher. International Network for Terminology. Vienna, 2004. P. 266–279.
17. Mishlanova S., Polyakova S., Utkina T. Metaphor modeling in different types of discourse: comparative aspect // Text Processing and Cognitive Technologies. Collection of Papers. Issue 19. Cognitive Modeling in Linguistics: Proceedings of the XII International Conference. Dubrovnik, 2010. P. 243–245.